# Estípite (botánica)
En botánica, el término estípite o estipe es el nombre que recibe la estructura de soporte que puede comportarse como un tallo en diferentes partes de una planta:
- El tronco de un árbol sin ramificación lateral, como en las arecáceas y en los helechos arborescentes.[2][3]
- El elemento de soporte, más o menos largo, de una estructura u órgano de una planta vascular, por ejemplo de un ovario, en cuyo caso se habla de gineceo estipitado y el término ginopodio es sinónimo de estípite.[2]
- El soporte de los carpelos, como los pistilos.[2]
- En orquídeas, el estípite o caudícula es el soporte de los polinios: una banda no viscosa conectada con la masa de polen (polinia) por el viscidio (la parte viscosa del rostelo o pico).[2]
- En las algas de gran tamaño es el pie o pedúnculo que forma la base del talo y sostiene las extensiones laminares o frondas. Esta estructura es particularmente común en las algas marrones, como las Laminariales.[2]
- El pie, soporte de los cuerpos fructificantes de algunos hongos.[2]
- Genéricamente, el pedúnculo (también llamado pedícelo o pedículo), escapo, etc., son estípites que, por su función, tienen un nombre especial. Su empleo se debería evitar en cualquier caso que revista un carácter general.[2]

Tipos
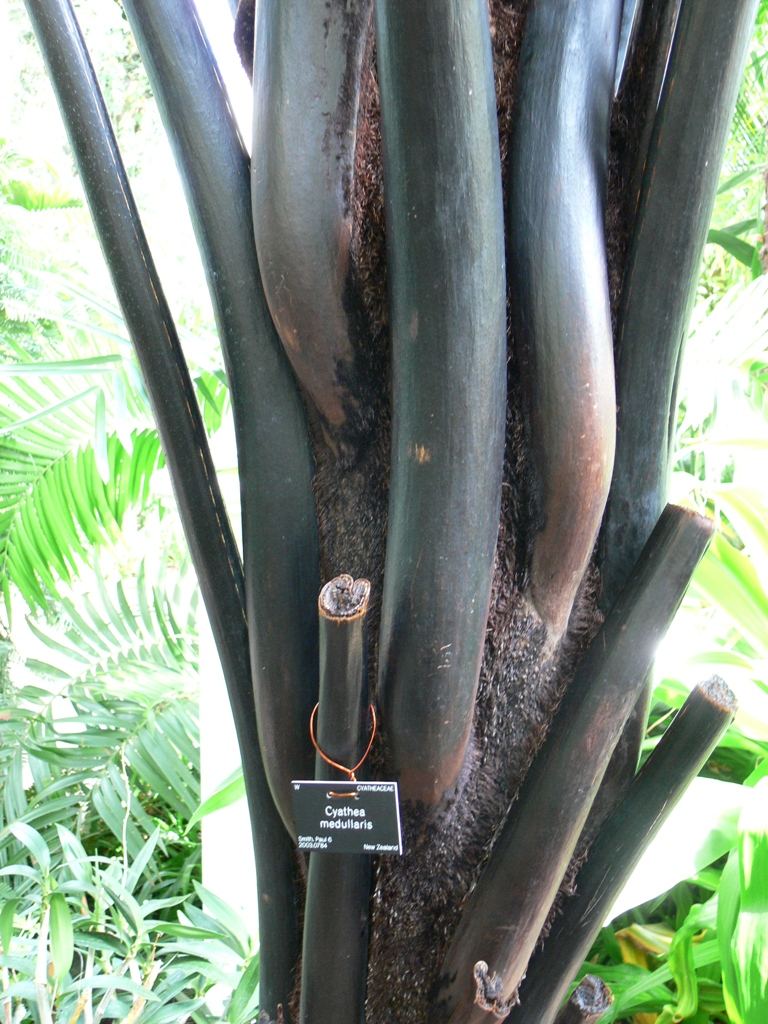
Tronco de un helecho Cyathea medullaris con las características bases hexagonales de los estípites que forman las frondas
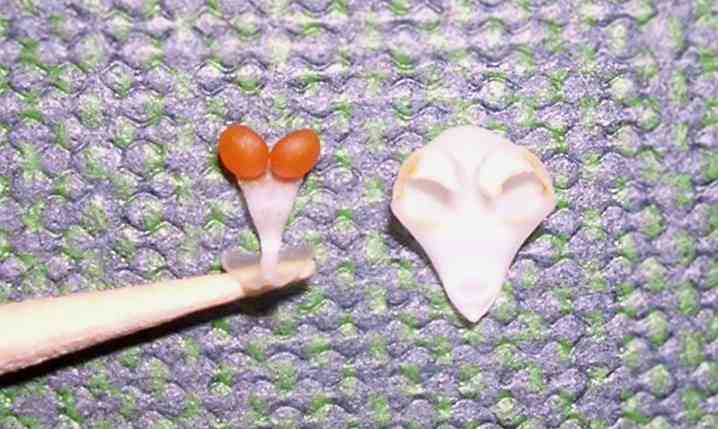
Estípite de una orquídea Phalaenopsis. Se aprecia el polen (naranja), el rostelo y la única antera.
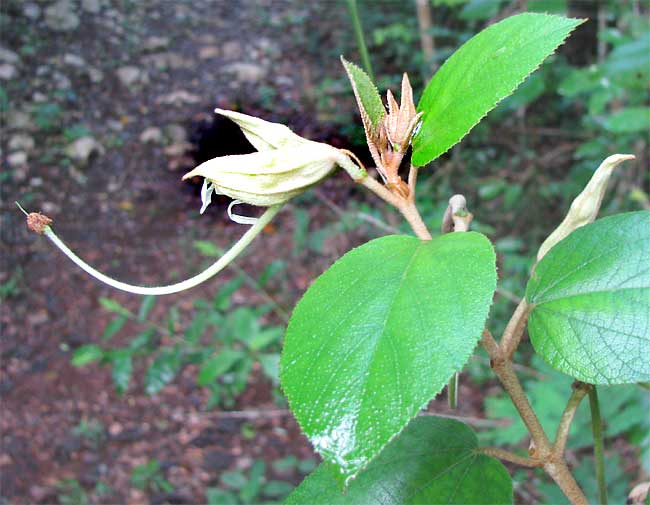
Largo estípite de la flor de Helicteres
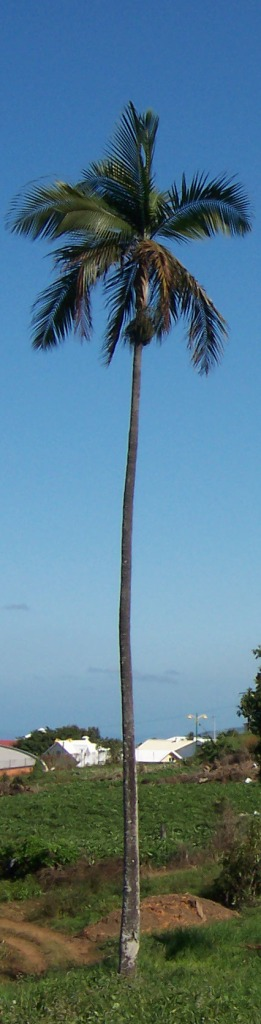
Tronco = estípite de Dictyosperma album
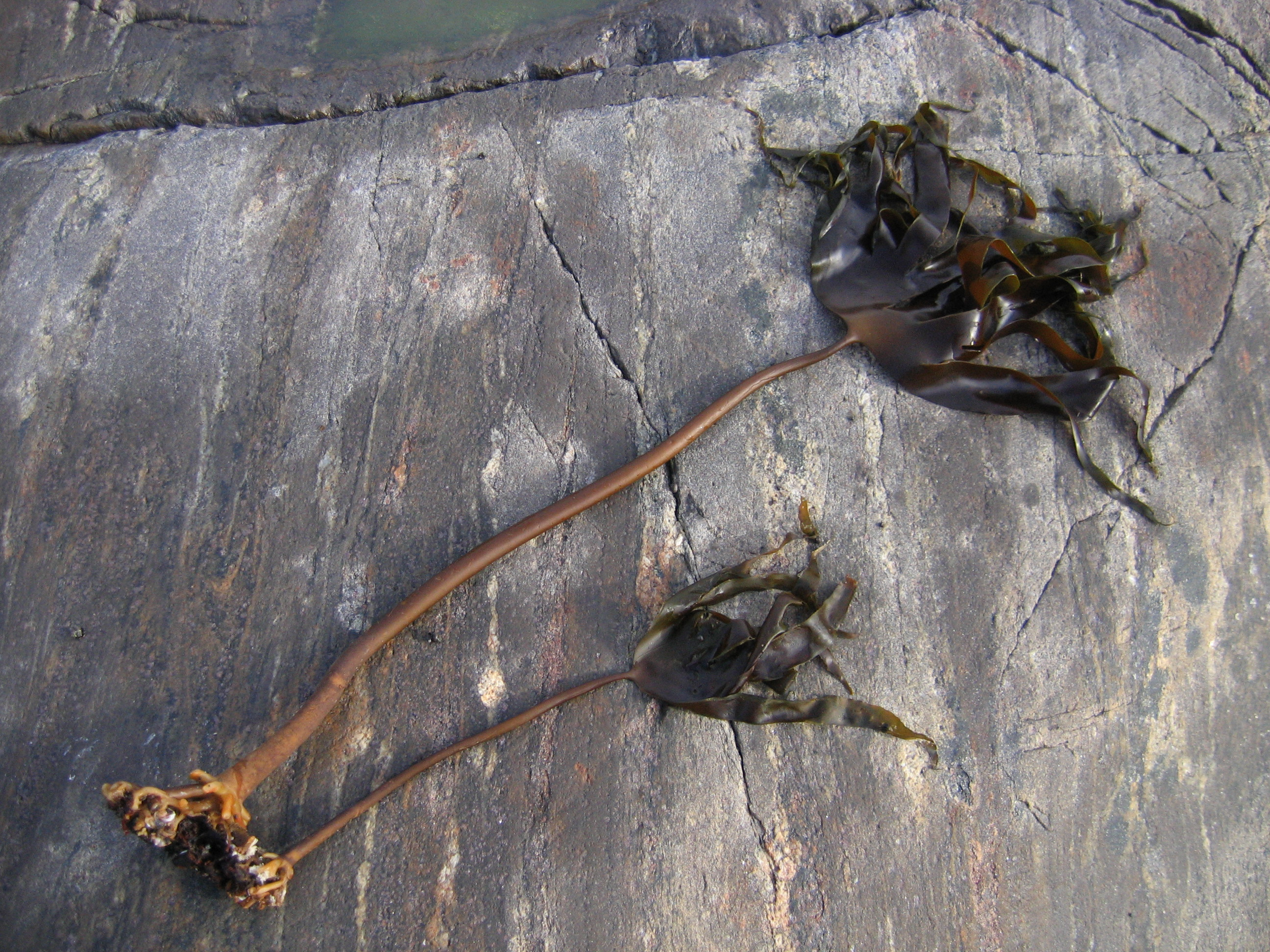
Estípite de Laminaria hyperborea